# ヤン・ヴェセリー

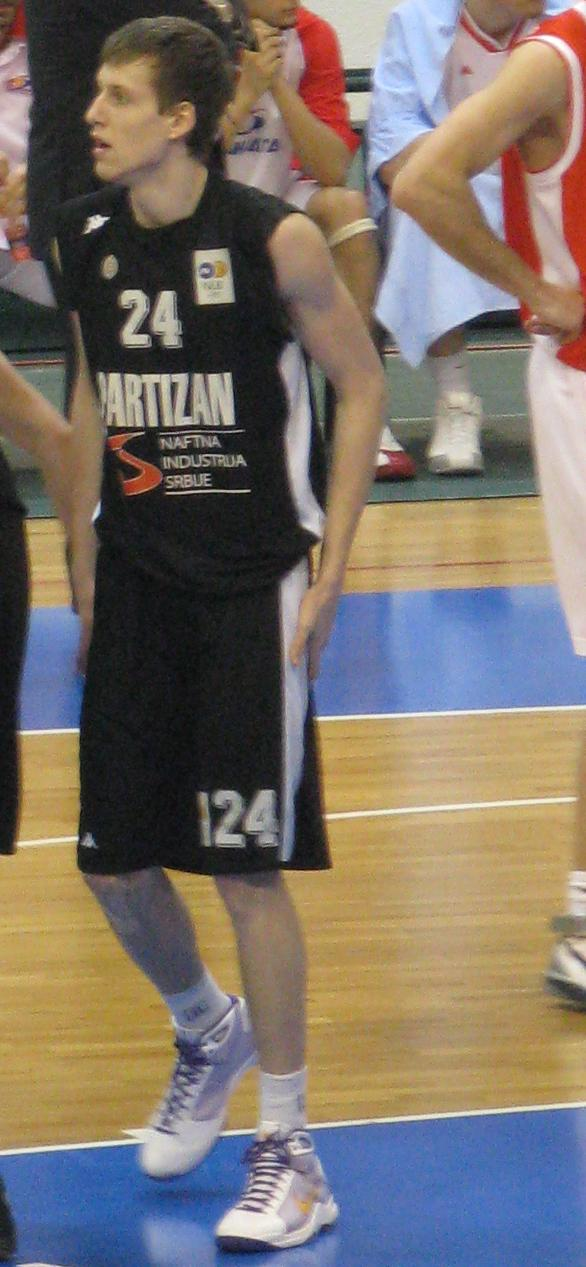
パルチザン・ベオグラード時代のヴェセリー

ヤン・ヴェセリー（Jan Veselý、1990年4月24日 - ）は、チェコのプロバスケットボール選手。チェコスロバキアモラヴィア・スレスコ州オストラヴァ出身。ポジションはパワーフォワード。213cm、110kg。

## 来歴
バスケットボール選手の父親、バレーボール選手の母親の間に生まれた。2007年にスロベニアのGeoplin Slovanに加入、2008年にはセルビアのKKパルチザンに移籍した。2009-10シーズン、チームはユーロリーグベスト4に進出した。2010年、FIBAヨーロッパより最優秀ヤングメンに選ばれた。
2011年のNBAドラフト全体6位でワシントン・ウィザーズに指名されて入団した。フリップ・ソーンダーズヘッドコーチが解任されて以降、ランディ・ウィットマンが就任してからは出場機会が増えた。2012年4月9日のシャーロット・ボブキャッツ戦では11得点、11リバウンドで初のダブルダブルを達成、チームの勝利に貢献した。4月23日のボブキャッツ戦ではシュート8本全てを成功させ、16得点、6リバウンド、4スティールをあげたが、1年目のシーズンを平均4.7得点、4.4リバウンドと、期待外れの数字に終わり、ネネイが加入したことで出場機会も限られ、その後もNBAでの適応に苦しんだ。
2014年2月20日、3チームが絡んだトレードで、デンバー・ナゲッツに移籍。
2014年8月5日、TBLのフェネルバフチェ・ベコと契約した。

## 人物
- バスケットボールチェコ代表にも選ばれている[6]。

- チェコ語の他にスロベニア語、セルビア語、英語を流暢に話すことができる[7]。

- プレイスタイルはアンドレイ・キリレンコと比較されたことがある[8]。